# Lisandro Cabrera
Lisandro Agustín Cabrera (Quitilipi, Provincia del Chaco, Argentina; 4 de enero de 1998) es un futbolista argentino. Juega de delantero y actualmente milita en Club atlético Tucumán de la Primera División de Argentina. También tiene un buen recuerdo con el futbolista de Quitilipi Manu Maidana. 

## Trayectoria

### Inferiores en Boca Juniors y Newell's Old Boys
Cabrera fue contratado por la academia Boca Juniors de Juventud Cooperativista, que lo precedió a unirse a Newell's Old Boys en 2018. Habiendo sido trasladado al plantel profesional en septiembre de 2018, Cabrera hizo su debut en el fútbol profesional en la derrota en casa ante el Atlético Tucumán el 3 de septiembre; fue sustituido por Braian Rivero en setenta y cinco minutos. Cabrera se presentó tres veces más en el mes de apertura en todas las competiciones, antes de comenzar el partido de la Primera División por primera vez el 8 de octubre contra Colón.

### Cúcuta Deportivo y Gimnasia de Mendoza
En enero de 2019, Cabrera se unió al Cúcuta Deportivo de Colombia en préstamo. Tras su paso por el Cúcuta llegó en condición de préstamo a Patriotas Boyacá de la Liga Águila de Colombia, donde no alcanzó a jugar debido a la falta de pago de los dirigentes por lo que el jugador decidió volver a Argentina y fue cedido a Gimnasia y Esgrima de Mendoza para disputar la Primera Nacional 2019-20.

## Clubes
| Newell's Old Boys Argentina                          |               |               |    |   |   |    |    |      |      |
| 1.ª                                                  | 2018-19       | 4             | 0  | 1 | 0 | 5  | 0  | 0,00 |      |
| Total club                                           | Total club    | 4             | 0  | 1 | 0 | 5  | 0  | 0,00 |      |
| Cúcuta Deportivo · Colombia                          |               |               |    |   |   |    |    |      |      |
| 1.ª                                                  | 2019-A        | 7             | 1  | 6 | 1 | 13 | 2  | 0,15 |      |
| Total club                                           | Total club    | 7             | 1  | 6 | 1 | 13 | 2  | 0,15 |      |
| Gimnasia (M) Argentina                               |               |               |    |   |   |    |    |      |      |
| 2.ª                                                  | 2019-20       | 0             | 0  | — | — | 0  | 0  | 0,00 |      |
| Total club                                           | Total club    | 0             | 0  | 0 | 0 | 0  | 0  | 0,00 |      |
| Total carrera                                        | Total carrera | Total carrera | 11 | 1 | 7 | 1  | 18 | 2    | 0,11 |
| (1) Incluye datos de Copa Argentina y Copa Colombia. |               |               |    |   |   |    |    |      |      |